# Tatiana Soteropoulos
Tatiana Soteropoulos (Nicosia, ...) è una pittrice e illustratrice greca.

## Biografia
Nata a Cipro si è trasferita con la famiglia in Grecia dopo l'Invasione turca di Cipro nel 1974, dopo gli studi regolari ottiene il baccalaureato al Columbus College of Art and Design a Columbus in Ohio e si specializza in illustrazioni. 
Torna a Cipro e insegna a Nicosia e diventa ispettrice delle arti del Ministero dell'Educazione cipriota. 
Illustra 20 libri per bambini e nel 2005 collabora con l'illustratore statunitense Erik Maell per disegnare le monete euro cipriote, che sono entrate in circolazione nel 2008.